# Pfahlbausiedlung von San Sivino

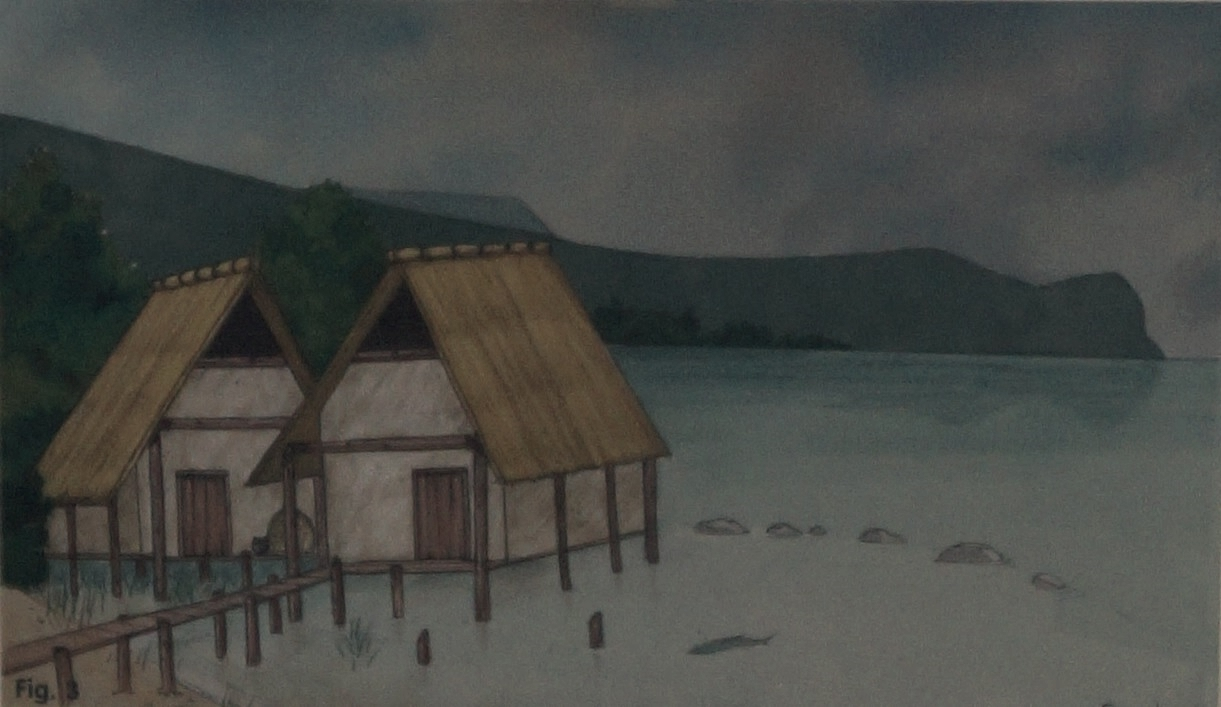
Rekonstruktion von Häusern der Seeufersiedlung von San Sivino

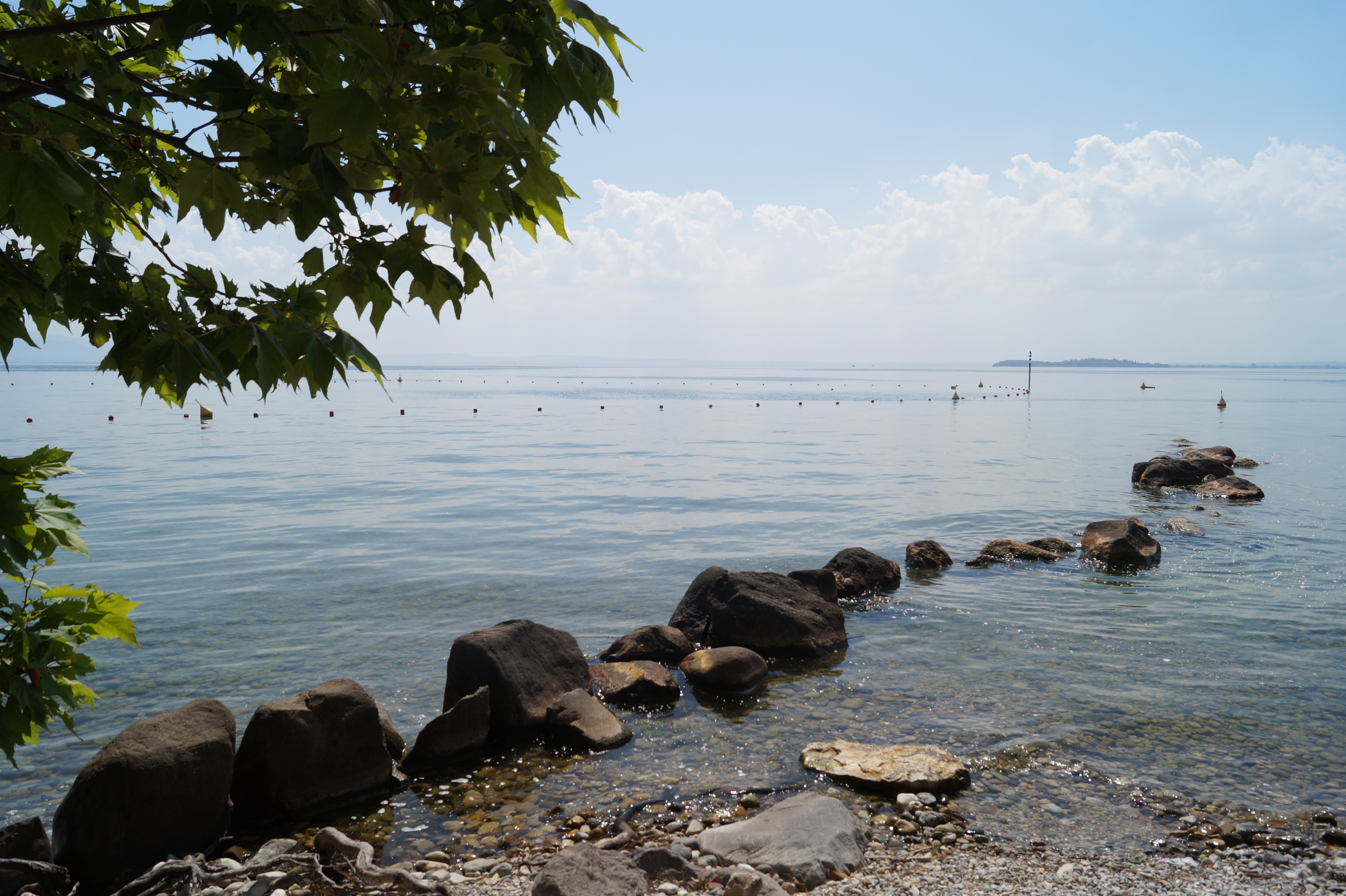
Südteil der halbkreisförmigen Steinsetzung. Im Hintergrund sieht man die Bojen, die die Stätte der Seeufersiedlung umgeben.

Die Pfahlbausiedlung von San Sivino (italienisch Palafitta di San Sivino) oder Pfahlbausiedlung von Gabbiano (italienisch Palafitta del Gabbiano) war eine bronzezeitliche Seeufersiedlung am Gardasee auf dem Gebiet der italienischen Gemeinde Manerba del Garda etwa 900 m südwestlich des Hafens Porto di Dusano. Sie ist eine der 111 Prähistorischen Pfahlbauten um die Alpen, die 2011 in die Liste des UNESCO-Welterbes aufgenommen wurden und hat die Referenznummer 1363-093 oder IT-LM-02. Die Siedlung wird der Polada-Kultur Norditaliens zugeordnet.

## Entdeckung
„Tritone Sub“, ein Tauchclub aus Desenzano del Garda, meldete 1971 den Behörden die Entdeckung der Pfahlbausiedlung in der Nähe des Zocco-Strands. Der britische Archäologe Lawrence H. Barfield führte 1978 erste Untersuchungen durch. Zwei Jahre später führte die Archäologin Gabriella Erica Pia die Erforschung weiter. Nachdem die Prähistorischen Pfahlbauten um die Alpen 2011 als UNESCO-Welterbestätten ausgewählt wurden stellten die Gemeinde Manerba del Garda und die Region Lombardei Gelder für die weitere Erforschung zur Verfügung. So gab die Soprintendenza neue Untersuchungen vor allem zur genauen Position und Größe in Auftrag. Die historische Stätte wurde in der Vergangenheit durch Badegäste und Taucher teilweise zerstört.

## Beschreibung
Die Pfahlbausiedlung hatte eine Ausdehnung von etwa 150 × 75 m. Davon sind jedoch nur noch in den Boden gerammte Baumstämme, auf denen die Häuser errichtet waren, erhalten. Die Pfähle hatten einen Durchmesser von 5 bis 40 cm. Zum Teil handelte es sich um Stämme von sommergrünen Eichen. Etwas südlich der Siedlung entdeckte man eine halbkreisförmige Anordnung von großen Steinen. Ob diese in Verbindung mit der Pfahlbausiedlung zu sehen ist, ist unbekannt.
Die Stämme konnten nicht absolut dendrochronologisch datiert werden. Jedoch konnte gezeigt werden, dass es zwei Phasen gab, die mindestens 33 Jahre voneinander trennten. Aus der älteren Phase, die mittels Radiokarbonmethode in die Zeit von der Mitte des 20. Jahrhunderts bis ins erste Viertel des 18. Jahrhunderts v. Chr. datiert werden konnte, stammten Pfeiler im Südosten und Nordwesten des erforschten Areals. Der späteren Phase gehörten hauptsächlich Pfeiler in der Mitte des Stätte an. Nach der Radiokohlenstoffdatierung reichte sie vom frühen 17. Jahrhundert bis ins späte 16. Jahrhundert v. Chr.
Bei der UNESCO wird die Stätte San Sivino, Gabbiano genannt und mit der Kennung 1363-093 oder IT-LM-02 geführt. Die von der UNESCO angegebenen Koordinaten 45° 32′ 7,94″ N, 10° 33′ 27,94″ O führen zu einer Position, die etwa 140 m südwestlich der mit Bojen markierten Stelle führen. Die Größe der geschützten Stätte wird mit 1,85 ha und die Pufferzone mit 3,46 ha angegeben.

## Funde

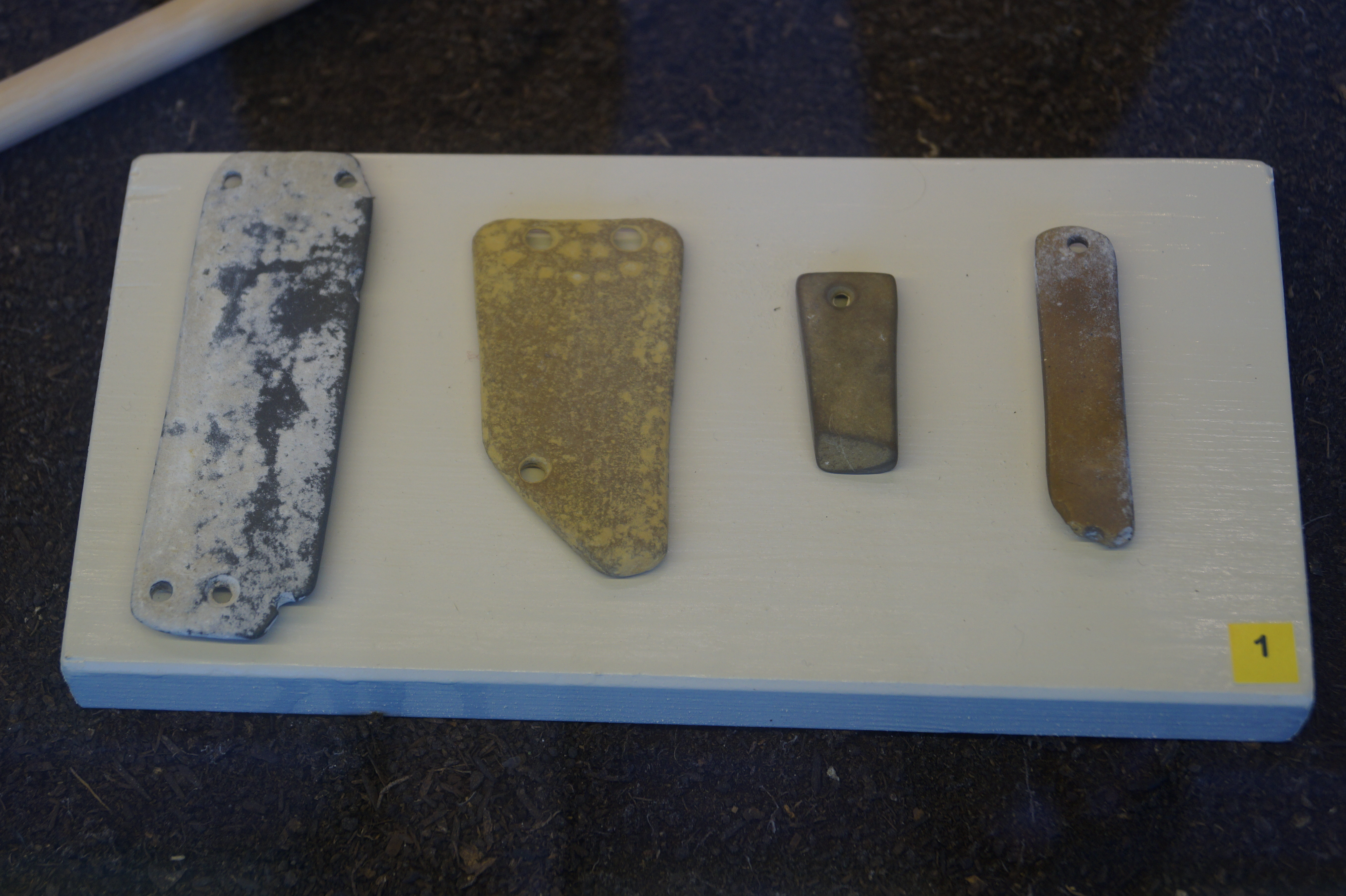
Armschutzplatten aus poliertem Stein

Die Funde aus der Pfahlbausiedlung bestehen aus Keramik, Bronze und Stein und datieren aus die Zeit vom Anfang der Frühbronzezeit bis zur mittleren Bronzezeit. Ein bronzener Angelhaken und eine bronzene Harpunenspitze bezeugen den Fischfang der Bewohner. Aus anderen Pfahlbausiedlungen ist bekannt, dass man hauptsächlich Schleien, Rotfedern und Hechte fing. Hierfür verwendete man auch Reusen und Netze, die mit Steinen und Terrakottagewichten beschwert wurden.
Außerdem fand man zahlreiche Pfeilspitzen aus Feuerstein und Armschutzplatten aus poliertem Stein. Die Armschutzplatten sind durchbohrt und wurden mit Lederriemen am Unterarm befestigt, um vor Verletzungen durch die zurückschnellende Bogensehne zu schützen. Man ging auf die Jagd auf Rothirsche und Wildschweine und mit flachköpfigen Pfeilen auf Vögel. Felle, Geweihe, Hörner und Zähne von Bären und Wildschweinen wurden zur Herstellung von Kleidung, Werkzeugen und Schmuck verwendet.
Teile der Schneide einer Sichel aus Feuerstein und ein Mahlstein mit Läufer zeigt, dass man Getreide anbaute und zu Mehl verarbeitete. Weitere Funde waren zwei Bronzedolche und eine Steinaxt. Die Funde sind im Museo Civico Archeologico della Valtenesi auf dem Rocca di Manerba ausgestellt.